# Cerro Miraflores
Cerro Miraflores es un sitio arqueológico a 1.1 km al noroeste de la ciudad de Huamachuco, en Perú. Está ubicado en el distrito de Huamachuco, provincia de Sánchez Carrión, departamento de La Libertad. Se sitúa en lo más alto del cerro homónimo, antiguamente llamado cerro Tuscán, a una altitud de 3335 metros sobre el nivel del mar. Se extiende sobre 30 hectáreas y tiene dos sectores: el cerro Miraflores (al oeste) y cerro Pan de Azúcar (al este).
Fue declarado Patrimonio Cultural de la Nación el 20 de abril del 2009 mediante la resolución directorial nacional N.º 642/INC.
La Unidad Ejecutora 007 Marcahuamachuco, perteneciente al Ministerio de Cultura, es la institución encargada de velar por el cuidado y protección de este importante bien patrimonial.
El sitio data del Horizonte Temprano hasta el Horizonte Medio (del 200 d. C. al 800 d. C.).
Está en debate si el sitio cumplió una función militar o religiosa.